# Volby v Abcházii
Volby v Abcházii jsou založeny na zásadách všeobecnosti, tajnosti a rovnosti. Volí se zde do Lidového shromáždění, do krajských zastupitelstev a prezident společně kandidující s viceprezidentem. Je zde zavedený systém politických stran, ve volbách do Lidového shromáždění se pravidelně ukazovalo, že politické strany nemají rozhodující vliv a že nejvíce kandidátů bývalo nezávislých. 
Formu voleb má i referendum a od roku 1993, kdy se Abcházie fakticky odtrhla od Gruzie, zde proběhla dvě: referendum o ústavě Abcházie v roce 1999 a o konání předčasných prezidentských voleb v roce 2016.